# Aeolus Yixuan RV
 (juillet 2020).
L'Aeolus Yixuan RV est un crossover compact produit par Dongfeng Motor Corporation sous la marque Dongfeng Fengshen (Aeolus). Il a été introduit en mars 2020.